# Lotus 79
El Lotus 79 fue un monoplaza de Fórmula 1 diseñado a finales de 1977 por Colin Chapman, Geoff Aldridge, Martin Ogilvie, Tony Rudd y Peter Wright de Team Lotus.

## Historia

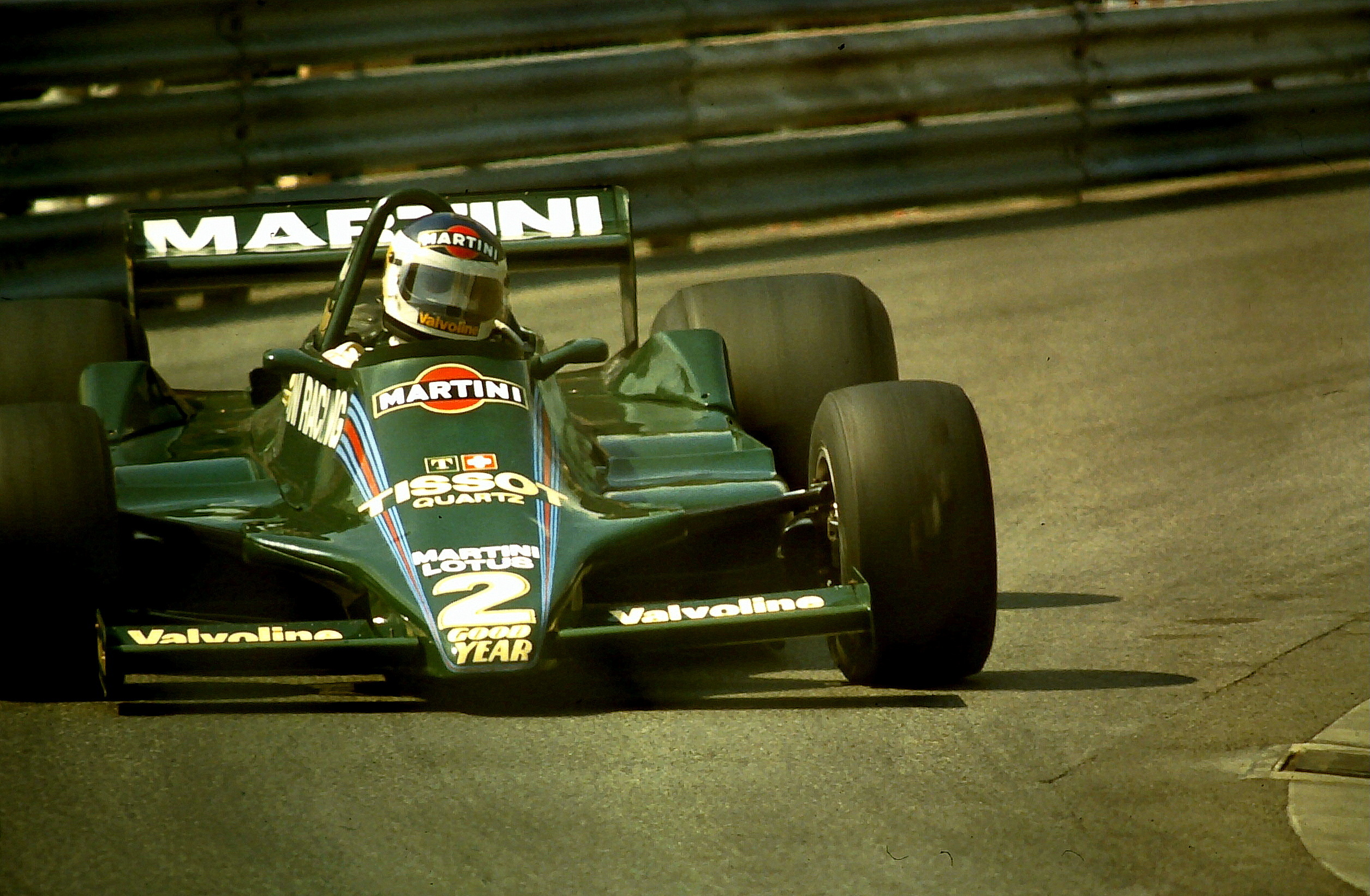
Carlos Reutemann conduciendo el Lotus 79 con el patrocinio de Martini Racing en el Gran Premio de Mónaco de 1979.

El 79 demostró ser casi invencible durante la temporada 1978 y proporcionó un nivel de dominación sin precedentes. El coche obtuvo seis victorias más durante la temporada dando el Campeonato de Pilotos a Mario Andretti, y el Campeonato de Constructores a Team Lotus. Sus únicos rivales serios durante la temporada fueron el Ferrari 312T3, y la ventaja que dieron sus neumáticos Michelin en condiciones de clima cálido, y el "fan car" Brabham BT46B. El autoventilador solo corrió una vez, ganando el Gran Premio de Suecia de 1978, antes de que Brabham retirara voluntariamente el coche. Mientras tanto, los Ferrari solo ganaron cuando el Lotus no pudo terminar. Tan superior era el monoplaza, que en la mayoría de las carreras  
se convirtió en una pelea para las colocaciones menores, ya que Andretti y Ronnie Peterson regularmente terminaron primero y segundo, la mayoría de las veces por un margen considerable por delante del resto del campo. En la rara ocasión en que el 79 no ganó o falló, uno u otro piloto usualmente estaba en el podio. El estadounidense fue Campeón Mundial cómodamente en 1978, y el sueco terminó la temporada como subcampeón, aunque póstumamente, ya que murió después de una caída en la línea de inicio en Monza, la carrera donde Andretti cerró el campeonato. Peterson no estaba en el 79 para esa carrera; condujo el 78 del año anterior debido a una caída severa en la práctica y al no poder encajar en el auto de repuesto del estadounidense. Jean-Pierre Jarier se hizo cargo del segundo Lotus por el resto de la temporada y lideraba la carrera tanto en Estados Unidos como en Canadá (donde se hizo con la pole position) hasta que el 79 sufrió fallas mecánicas en ambos. Sin embargo, demostró que incluso con un controlador menor, el 79 seguía siendo competitivo.
En 1979, el 79 iba a ser reemplazado por el Lotus 80, destinado a ser el siguiente paso en la evolución del efecto suelo. Martini Racing reemplazó a JPS como patrocinador en ese año, por lo que el coche apareció en las carreras británicas. El 80 resultó ser un fracaso total y Lotus se vio obligado a volver al 79, conducido por Andretti y el argentino Carlos Reutemann. Se marcaron varios puestos en el podio y el 79 estaba en disputa por la victoria en la primera parte de la temporada, pero la próxima generación de autos de efecto suelo lideró primero por el Ligier JS11, luego el Ferrari 312T4 y por último el Williams FW07, un monoplaza fuertemente basado en el 79. Aunque el coche se actualizó con la carrocería revisada y un nuevo alerón trasero, Lotus cayó al cuarto lugar en el Campeonato de Constructores y el monoplaza se retiró al final de la temporada 1979, sin ganar ninguna carrera más. Sin embargo, el 79 le proporcionó a Nigel Mansell su primera prueba de Fórmula 1 en diciembre de 1979 en Paul Ricard.
En su vida, el 79 obtuvo 7 victorias, 10 pole positions, 121 puntos y ganó los últimos Campeonatos Mundiales de Pilotos y Constructores para Lotus. Este monoplaza tuvo el mérito de empujar a la Fórmula 1 a la era de la aerodinámica, y su influencia aún se siente con fuerza en los coches modernos.

## Resultados

### Fórmula 1
(Clave) (negrita indica pole position) (cursiva indica vuelta rápida)

| Año  | Motor                | Neu. | Pilotos            | 1   | 2   | 3   | 4   | 5   | 6   | 7   | 8   | 9   | 10  | 11  | 12  | 13  | 14  | 15  | 16  | Puntos | Pos. |
| ---- | -------------------- | ---- | ------------------ | --- | --- | --- | --- | --- | --- | --- | --- | --- | --- | --- | --- | --- | --- | --- | --- | ------ | ---- |
| 1978 | Ford Cosworth DFV V8 | G    |                    | ARG | BRA | RSA | USW | MON | BEL | ESP | SUE | FRA | GBR | GER | AUT | NED | ITA | USA | CAN | 861    | 1º1  |
| 1978 | Ford Cosworth DFV V8 | G    | Mario Andretti     |     |     |     |     |     | 1   | 1   | Ret | 1   | Ret | 1   | Ret | 1   | 6   | Ret | 10  | 861    | 1º1  |
| 1978 | Ford Cosworth DFV V8 | G    | Ronnie Peterson    |     |     |     |     |     |     | 2   | 3   | 2   | Ret | Ret | 1   | 2   |     |     |     | 861    | 1º1  |
| 1978 | Ford Cosworth DFV V8 | G    | Jean-Pierre Jarier |     |     |     |     |     |     |     |     |     |     |     |     |     |     | 15  | Ret | 861    | 1º1  |
| 1979 | Ford Cosworth DFV V8 | G    |                    | ARG | BRA | RSA | USW | ESP | BEL | MON | FRA | GBR | GER | AUT | NED | ITA | CAN | USA |     | 392    | 4º2  |
| 1979 | Ford Cosworth DFV V8 | G    | Mario Andretti     | 5   | Ret | 4   | 4   |     | Ret |     |     | Ret | Ret | Ret | Ret | 5   | 10  | Ret |     | 392    | 4º2  |
| 1979 | Ford Cosworth DFV V8 | G    | Carlos Reutemann   | 2   | 3   | 5   | Ret | 2   | 4   | 3   | 13  | 8   | Ret | Ret | Ret | 7   | Ret | Ret |     | 392    | 4º2  |
| 1979 | Ford Cosworth DFV V8 | G    | Héctor Rebaque     | Ret | DNQ | Ret | Ret | Ret | Ret |     | 12  | 9   | Ret | DNQ | 7   |     |     |     |     | 392    | 4º2  |

- 1 Este total incluye puntos obtenidos con el Lotus 78.

- 2 Este total incluye puntos obtenidos con el Lotus 80, usado por Andretti en tres carreras.

- [1]